# 13049 Butov
13049 Butov eller 1990 RF17 är en asteroid i huvudbältet som upptäcktes den 15 september 1990 av den sovjetisk-ryska astronomen Ljudmila Zjuravljova vid Krims astrofysiska observatorium på Krim. Den är uppkallad efter Anatolij Sergeevich Butov.
Asteroiden har en diameter på ungefär 5 kilometer och den tillhör asteroidgruppen Eunomia.